# 石川河主
石川 河主（いしかわ の かわぬし）は、奈良時代から平安時代初期にかけての貴族。中納言・石川豊成の十男。官位は正四位上・武蔵守。

## 経歴
初め縁あって出家して僧籍にあったが還俗して朝廷に再出仕し、延暦13年（794年）に従五位下に叙爵。以後、木工頭・造宮亮・播磨介等を歴任し、延暦23年（804年）に菅野真道と共に僧綱事務の監督を命じられる。またこの間に従五位上に叙せられている。延暦25年（806年）3月の桓武天皇崩御に際して御装束司を務め、翌月の平城天皇の即位に伴い正五位下に昇叙された。
嵯峨朝では内匠頭・民部大輔を務める傍ら、弘仁4年（813年）従四位下、弘仁13年（822年）従四位上と昇進した。弘仁14年（823年）4月の淳和天皇の即位に伴い正四位下、同年11月には正四位上と続けて昇叙される。のち左京大夫・武蔵守などを歴任した。この間、天長4年（827年）山陵の木を伐採するために、天長5年（828年）天変地異を鎮める祈祷を行うためにそれぞれ柏原山陵に派遣されている。
天長7年12月（831年1月）27日卒去。享年77。最終官位は正四位上武蔵守。

## 人物
仏教と儒教の多数の教典を学び、併せて工芸技術の知識も持っていた。桓武天皇の時代に造作が盛んであったことから、時流に乗って身を処して利益を得たが、貪欲であり他人に施すようなことはなかった。

## 官歴
- 延暦13年（794年） 日付不詳：従五位下
- 時期不詳：従五位上
- 延暦23年（804年） 11月27日：見木工頭兼行造宮亮播磨介
- 延暦25年（806年） 3月18日：御装束司（桓武天皇崩御）。4月13日：正五位下
- 弘仁2年（811年） 7月22日：内匠頭
- 弘仁4年（813年） 正月7日：従四位下
- 弘仁6年（815年） 正月12日：民部大輔
- 弘仁13年（822年） 正月7日：従四位上
- 弘仁14年（823年） 4月27日：正四位下。11月20日：正四位上
- 天長4年（827年） 11月25日：見左京大夫
- 時期不詳 武蔵守
- 天長7年（830年） 12月27日：卒去（正四位上武蔵守）